# Manuel Maynar Barnolas
Manuel Maynar Barnolas   (Eixea, 28 d'octubre de 1875 - Saragossa, 22 d'agost de 1960) va ser un advocat, polític i esperantista aragonès.
Com a advocat, va destacar a la crònica forense. Va ser degà del Col·legi Professional d'Advocats i assessor jurídic de la Junta de Defensa. Va ser diputat provincial i regidor a l'Ajuntament de Saragossa. L'abril de 1931 va participar en l'acte del Sindicat d'Iniciativa i Propaganda (SIPA), on es va proposar l'elaboració d'un estatut d'autonomia per a Aragó. Va tenir inquietuds culturals i va ser director del diari de las Cinco Villas. També va ser un important promotor de la llengua auxiliar internacional esperanto, idioma que havia aprés el 1909 del professor Emilio Artigas. Juntament amb el catedràtic d'història Andrés Giménez Soler va crear una càtedra d'esperanto a la Universitat de Saragossa. Va ser durant molts anys president de l'associació "Frateco" de Saragossa, on va coincidir amb Pedro Ramón y Cajal. Amic també de Francisco Azorín, va ser un gran defensor que el moviment esperantista espanyol s'organitzés a través d'una confederació, i va tenir fortes discussions amb els seguidors d'una estructura més centralitzada, en particular amb Julio Mangada Rosenörn i José Perogordo, comptant tanmateix amb el suport de Vicente Inglada Ors. Maynar va ser el president de la Confederació Espanyola d'Esperanto, que agrupava associacions de Catalunya, Aragó, Astúries i el País Valencià. El 1930 la Federació Esperantista Catalana el va anomenar Membre Honorari.

## Obres
- A los esperantistas españoles.Tercera circular Arxivat 2014-10-06 a Wayback Machine.. Tip. La Académica - Federico Martínez. Zaragoza, 1931

- El testamento es un absurdo. Reus, 1948

- Informe pronunciado por el Dr. Manuel Maynar Barnolas en defensa de Pedro Lucas Martinez Coromina, procesado por supuesto delito de asesinato, el 16 de Enero de 1948. Tall. Edit. El Noticiero, 1948